# Florianos
Los florianos fueron una secta herética del siglo II. 
Los florianos eran monoteístas que reconocían un solo Dios también para el principio del mal y, por lo tanto, establecían dos principios. Según Filastrio, negaban el Juicio Final y la resurrección así como que Jesucristo hubiera nacido de madre virgen. Su líder fue un presbítero llamado Floriano cuya doctrina fue condenada en muchos concilios generales. 